# Xiyukannemeyeria
Xiyukannemeyeria es un género de sinápsidos dicinodontos que existió durante Triásico Medio en China. Inicialmente fue llamado Parakannemeyeria brevirostris por Sun en 1978. Pero si es incluido en el género Parakannemeyeria, dejaría de formar un grupo monofilético.